# Liste du patrimoine immobilier classé de Seraing
Cette page regroupe l'ensemble du patrimoine immobilier classé de la ville belge de Seraing.
| Objet | Année de construction / Architecte | Adresse                        | Section communale | Coordonnées                      | Numéro d’inventaire | Illustration |
| --- | ---------------------------------- | ------------------------------ | ----------------- | -------------------------------- | ------------------- | --- |
| Réserve dans le bois de la Vecquée (+ NEUPRE/Plainevaux) |                                    |                                |                   | 50° 33′ 04″ nord, 5° 31′ 02″ est | 62096-CLT-0001-01   | Image manquanteTéléverser |
| Bois de la Vecquée (+ NEUPRE/Plainevaux) |                                    |                                |                   | 50° 34′ 40″ nord, 5° 31′ 08″ est | 62096-CLT-0002-01   | Bois de la Vecquée (+ NEUPRE/Plainevaux) |
| Abbaye du Val-Saint-Lambert : portique d'entrée, château (façades nord et ouest, escaliers monumentaux des quartiers de l'abbé et du prieur et rampes d'escalier en fer forgé); façade du bâtiment fermant la cour d'honneur côté sud; ancienne salle capitulaire; bâtiments, actuellement magasin (façades et toitures); salle d'harmonie (façades) (M) et ensemble formé par la cour du Val, comprenant la cour et les façades des immeubles qui l'entourent. |                                    | Rue du Val Saint-Lambert n°245 |                   | 50° 35′ 36″ nord, 5° 28′ 57″ est | 62096-CLT-0003-01   | Abbaye du Val-Saint-Lambert |
| Certaines parties de l'abbaye du Val-Saint-Lambert, à savoir: l'ensemble des façades (à l'exclusion de celles déjà classées par arrêté royal du 26 novembre 1973); l'ensemble des toitures; les murs du jardin de l'Abbé |                                    |                                |                   | 50° 35′ 39″ nord, 5° 29′ 00″ est | 62096-CLT-0005-01   | Certaines parties de l'abbaye du Val-Saint-Lambert, à savoir: l'ensemble des façades (à l'exclusion de celles déjà classées par arrêté royal du 26 novembre 1973); l'ensemble des toitures; les murs du jardin de l'Abbé |
| Maisons (façades et toitures) constituant la cour du Val-Saint-Lambert |                                    |                                |                   | 50° 35′ 27″ nord, 5° 29′ 01″ est | 62096-CLT-0007-01   | Maisons (façades et toitures) constituant la cour du Val-Saint-Lambert |
| Ensemble formé par le château Courtejoie ou d'Olloy et les petits bâtiments voisins, à l'exception de l'annexe construite aux environs de 1860 (M) et ensemble formé par ce château et les terrains environnants (S) |                                    | Rue A. de Lexhy, n°36          |                   | 50° 37′ 01″ nord, 5° 30′ 04″ est | 62096-CLT-0008-01   | Ensemble formé par le château Courtejoie ou d'Olloy et les petits bâtiments voisins, à l'exception de l'annexe construite aux environs de 1860 (M) et ensemble formé par ce château et les terrains environnants (S)     |
| Château Antoine (M) et ensemble formé par le château Antoine et les terrains environnants (S) |                                    | Rue A. de Borre n°11           |                   | 50° 37′ 02″ nord, 5° 30′ 17″ est | 62096-CLT-0011-01   | Château Antoine (M) et ensemble formé par le château Antoine et les terrains environnants (S) |
| Château d'Ordange (M) et ensemble formé par le château et les terrains environnants (S) |                                    | Rue d'Ordange n°8              |                   | 50° 37′ 05″ nord, 5° 30′ 11″ est | 62096-CLT-0012-01   | Château d'Ordange (M) et ensemble formé par le château et les terrains environnants (S) |
| Frêne |                                    | Rue du Vieux Chêne             |                   | 50° 34′ 00″ nord, 5° 33′ 06″ est | 62096-CLT-0013-01   | Image manquanteTéléverser |
| Certaines parties du château de Seraing, à savoir: |                                    |                                |                   | 50° 36′ 57″ nord, 5° 30′ 44″ est | 62096-CLT-0014-01   | Image manquanteTéléverser |
| Hôtel de Ville (façades, toitures, plafond de la grande salle de l'étage), place Communale. |                                    | Place Communale                |                   | 50° 36′ 54″ nord, 5° 30′ 33″ est | 62096-CLT-0016-01   | Hôtel de Ville (façades, toitures, plafond de la grande salle de l'étage), place Communale. |
| Certaines parties du château de Seraing (Château Cockerill), sis, quai Greiner n°2 à Seraing (en extension à l'arrêté royal du 23 avril 1980) à savoir : |                                    | quai Greiner n°2, Seraing      |                   | 50° 36′ 57″ nord, 5° 30′ 45″ est | 62096-CLT-0019-01   | Certaines parties du château de Seraing (Château Cockerill), sis, quai Greiner n°2 à Seraing (en extension à l'arrêté royal du 23 avril 1980) à savoir :                                                                 |
| Le scriptorium, les fragments d'enduits de l'ancienne abbaye du Val-Saint-Lambert |                                    |                                |                   | 50° 35′ 32″ nord, 5° 28′ 57″ est | 62096-PEX-0001-01   | Image manquanteTéléverser |
| Le décor mural de la chapelle et les meubles immobilisés du Château d'Ordange |                                    |                                |                   | 50° 37′ 05″ nord, 5° 30′ 11″ est | 62096-PEX-0002-01   | Le décor mural de la chapelle et les meubles immobilisés du Château d'Ordange |